# 영미법계

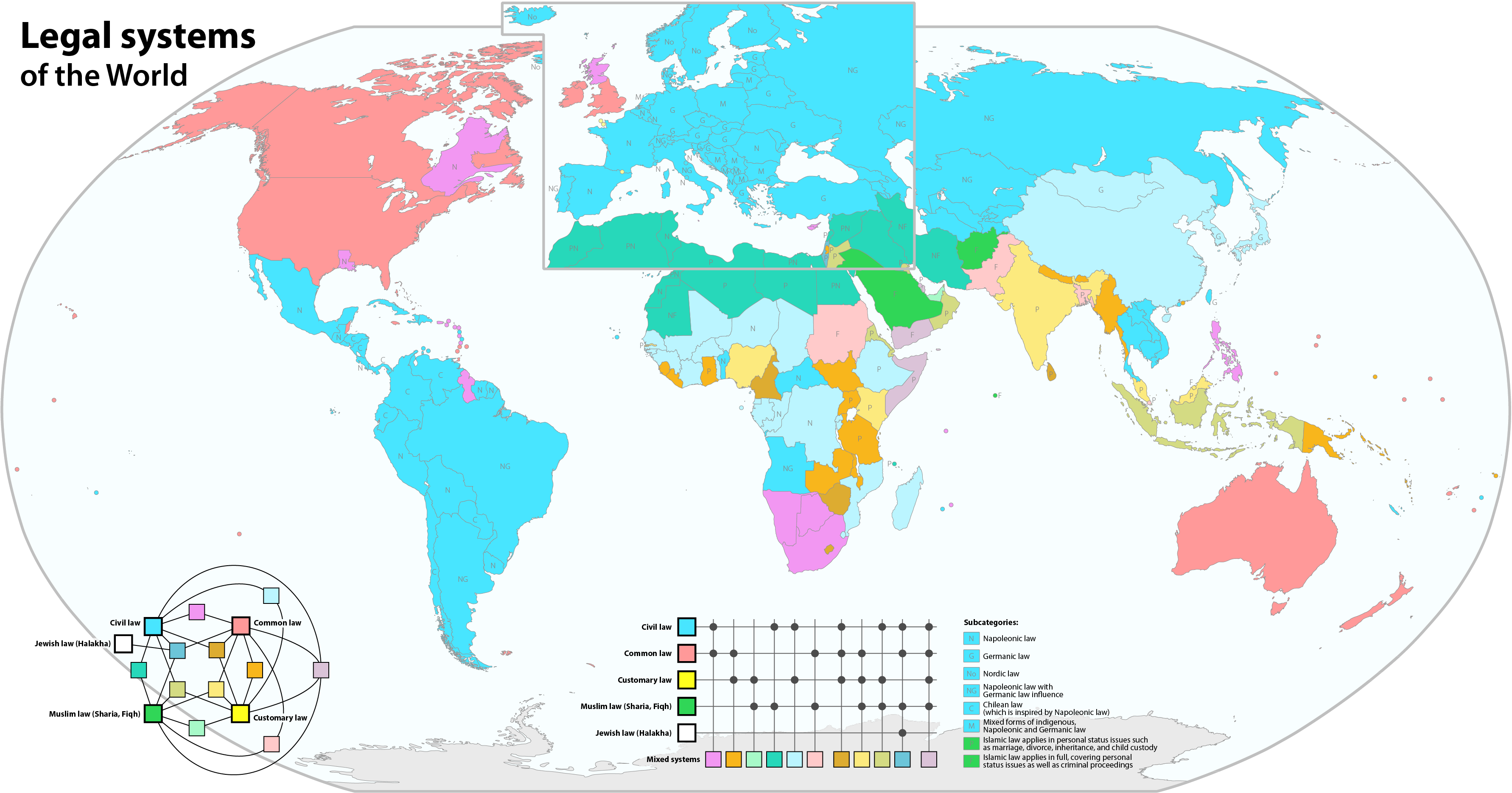
세계의 법체계

영미법(英美法, Anglo-American law)이란 영국에서 발생하여 영어권 나라와 영국 식민지 국가로 퍼져나간 법 체계이다. 보통법(普通法) 혹은 코먼로(common law)라고도 한다. 판례가 구속력을 가진다는 점에서 대륙법 체계와 구별된다.
미국 법률가 홈즈가 "법의 생명은 논리에 있는 것이 아니라 경험에 있다."라고 말했듯, 영미법은 사건 속에서 보편적인 법 원칙을 "발견"하는 원리를 따른다.

## 영국법
영미법계는 독일·프랑스 등의 대륙법계에 대비해서 영국과 그 연방 제국 및 미국에서 시행되고 있는 법계(法系)이다. 성문법주의의 대륙법에 반해 영미법은 판례법주의를 특색으로 한다. 같은 게르만법에서 유래하였으면서도 앵글로 색슨 부족법에 기원하는 영법(英法)이 대륙법만큼 로마법의 영향을 받지 아니하고 보존되었으며, 또 미국법으로서 현저히 발전하였으므로 영미법은 앵글로 색슨법이라고도 불린다. 여전히 판례법주의를 원칙으로 하지만 근년 성문법의 중요성이 증가되었다.
로마법의 직접적인 영향을 받은 유럽 대륙과 달리 잉글랜드는 섬나라로서 앵글로색슨족의 고유한 제도에 기초하여 독자적인 법제를 형성하였다. 이를테면 순회판사 제도를 실시하였는데 순회판사는 전국을 돌아다니며 재판하고 일정 시기에 모여 판례를 교환하였다. 성문법이 미처 정립되지 않은 시기에 이 판례들이 바로 법적 효력을 획득함에 따라 영국법의 초석을 놓았다. 이러한 시스템이 영국이 세계 초강대국으로 군림하던 20세기 전반까지 확산되었으며, 오늘날에도 영국 연방 국가들은 영국법을 자국법의 기초로 삼고 있다.

### 영국법의 역사
영국법은 켈트인 민족 시대, 로마 지배 시대의 선사(先史)를 가지고 있다 제1기는 노르만 정복(1066년) 이전의 앵글로색슨법 시대이다. 제2기는 노르만 왕조에 의한 사법의 중앙 집권화에 의하여 왕국 전토에 공통되는 판례법으로서 코먼로가 형성된 시대이다. 제3기는 경직화(硬直化)된 코먼로에 대립해서 에쿼티가 생긴 시대, 제4기는 코먼로와 에쿼티를 통합하여 통일법원이 성립한 시대이다.
프랑스 출신의 노르망디인 윌리엄(재위 1066년 – 1087년)이 브리튼 섬을 정복하여 중앙집권적 봉건 제도를 형성하기 위한 일환으로 법을 통일하기 이전까지, 잉글랜드 왕국은 속인주의적(屬人主義的)인 게르만 부족법의 영향을 받고 있었다. 노르만 왕조의 개창 후 지배계급은 프랑스 중부의 방언인 노르만-프랑스어를 사용하였고 법률 용어도 불어로 통일되었다. 민사에서는 라틴어를 전용하였다. 시간이 흘러 법정에서 사용하는 언어는 일반인이 알아들을 수 없는 고어가 되었다. 그래서 라틴어와 불어를 법정에서 사용하는 것을 규제하는 법령을 18세기까지 여러 차례 제정하였으나 영어의 법률 어휘 부족으로 실효성이 없었다.
위와 같은 과정을 거쳐 성립한 영미법은 법의 지배라는 표현으로 정리된다. 애당초 왕권에 대한 사법권의 우위(優位)에 기반하였으나 나중에는 왕권에 대한 의회 우위의 형태를 취하였다. 의회가 제정한 성문법은 판례법에 우위하고 근래에 질·양이 모두 증가하였는데, 여전히 판례법이 주요 법원(法源)이다. 영국과 미국의 성문법은 일반적 입법이 아니고 특정 사항에만 한정된 입법으로서 엄격한 문자(文理) 해석을 원칙으로 한다.

## 미국법
제2차 세계 대전 후 미국의 세계 초강대국으로 부상하며 미국법의 위상이 높아졌으며 국제법처럼 통용되기도 하였다.
미국법의 특색은 연방과 각 주(州)에 법원과 입법부가 있어서 법(判例法과 成文法)이 2원적으로 존재할 뿐만 아니라 각 주에 따라 다른 법이 병존하는 것이다.
20세기 들어 주법(州法) 통일운동이 일어나 통일주법안이 작성되어 판례의 공분모(公分母)를 조문 모양으로 통일·재표현한 미국법협회의 리스테이트먼트(Restatement of the Law)가 만들어졌다. 이에 따라 판례구속성의 원칙에 변화가 왔고, 표준화된 법조문에 근거하여 판결을 내리는 경우가 많아졌다.

## 미국법과 영국법 비교
미국법은 영국법보다 개인주의적인 성향이 강한데 미국 독립 전후로 자유, 평등을 강조하는 정치사상 및 미국 고유의 청교도 정신과 프론티어 정신의 영향에 기인한다.

## 호주법: 미국과 영국의 퓨전
미국의 Constitution 과 영국의 Responsible Government의 개념이 퓨전된 나라이다. 모든 장점을 다 incorporate 했다는 장점을 갖고 있는 법체계이다. 역시 나 영국의 Common Law를 쓰지만 1986년 이후로 Privy Council이 가장 높은 법원이 아니라 이제는 High Court of Australia이다.
오스트레일리아의 경쟁 및 소비자 법(2010) 약칭 ACC은 오스트레일리아 의회가 제정한 법률이다. 2011년 1월 1일 이전에는, 거래 관행법(1974)로 알려져 있었다. 동법은 오스트레일리아의 경쟁법 분야의 의회법으로서, 경쟁과 공정거래를 촉진하고, 소비자를 보호하기 위한 목적을 가지고 있다. 동법의 관련 행정기관은 오스트레일리아 경쟁 및 소비자 위원회(ACCC)이며, 집단소송에 관한 권리를 규정하고 있다. CCA 제2장이 오스트레일리아의 소비자법(ACL)이다. 오스트레일리아 연방 법원은 동법의 위반에 관한 사적인 또한 공적인 청구를 결정하는 관할권을 가지고 있다.

## 분야별 영미법

### 계약법
영미법계에 있어서 계약법은 민사법의 중심축을 이루는 한 분야이다. 대륙법계와 비교하여 영미법에서의 계약은 법적으로 강제되는 당사자 간의 약속이나 합의(legally enforceable agreement or promise)를 말한다. 또한 계약의 성립에 있어서 약인(約因)이라는 독특한 요소를 필요로 한다. 대륙법에서의 채무불이행이라는 개념은 영미법에서의 계약위반에 해당한다.

## 같이 보기
- 법계
- 세계의 법계
- 대륙법

## 관련 자료

### 일반서
- 변우진, 한국인을 위한 미국법률상식, 교보문고, 1995. ISBN 9788970851211
- 표성수, 미국의 검찰과 한국의 검찰, 육법사, 2000. ISBN 9788972141037
- 주준회, 《미국법정 블루스》, 이지북스, 2004. ISBN 9788995112069
- 채동배,《법으로 보는 미국》,살림, 2004. ISBN 8952202198
- 이동욱 , 미국법정에 선 한국기업들, 세창출판사, 2005. ISBN 9788984111271
- Howard Lee, 미국 법률이야기, 석학당, 2013. ISBN 9788993158700

### 영미법
- 김진,《영미법》,1963.
- 최대권,《영미법》,1993.
- 서희원,《영미법강의》,1993.
- 이상면 역,《영미법개론》,1988.
- 서희원,《영미법강의》,박영사(양영각), 2002. (ISBN 89-10-50266-5)
- 최대권,《영미법》,박영사(양영각), 2001. (ISBN 89-10-50024-7)
- 김태운,《영미법강의》,신영사, 2004. (ISBN 89-10-50266-5)
- 영미법 이상윤(교수) 저 | 박영사 | 2009.08.10
- 영미법해설 (형사소송) 김용진 저 | 박영사 | 2009.03.10
- 영미법입문 (국제비즈니스를 위한) Ueda Jun 저 | 박덕영 역 | 박영사 | 2014.01.30
- 영미법개론 (2012) 함영주 저 | 진원사 | 2012.10.15

### 영국법 일반
- 2007 영국법, 사법연수원, 2008.
- 김봉철, 영국법체계의 이해, 이컴비즈넷, 2005.
- 영국 민사법 입문 1 (조익제 변호사와 함께 영어로 읽는) 조익제 저 | 법영사 | 2008.02.01

### 미국법 일반
- 서돈각, 박길준 역,《미국법개론》,1982.
- 이상윤, 《영미법》(개정판), 2003.
- 안경환 역,《미국법역사》,1988.
- 안경환,《미국법의 이론적 조명》,1986.
- 양승두, 최양수 역,《미국의 법원과 정치》,1983.
- 서원우, 안경환 역,《미국법입문》,1987.
- 로런스 M. 프리드만《미국법의 역사》,청림출판, 2006. ISBN 8935206660
- 최문기,《미국법 강의》, 세종출판사(이길안), 2001. ISBN 8979434030
- 이수형, 《미국법, 오해와 이해》, 나남, 2006. ISBN 8930081436
- 정하늘, 《미국법 해설, 박영사》, 2011. ISBN 9788964547298
- 토니 파인 , 미국 법제도 입문, 진원사, 2011. ISBN 9788963463247
- 장영진, 미국법 1 , 하혜경, 법률문화원, 2008. ISBN 9788984112605
- 장영진, 미국법 강의, 세창출판사, 2008. ISBN 9788984112605
- 류영욱, 《이야기 미국법》, 책과나무, 2013. ISBN 9788998528782
- Mary Lee, Joseph Kim, 미국 법 총 정리, 다산처럼, 2015. ISBN 9791195546909
- 강서구, 미국법의 이해, 체크박스, 2015. ISBN 9788997360123

### 언론법
- 이구현 , 미국 언론법, 커뮤니케이션북스, 1998. ISBN 9788988089095

### 헌법
- 한국공법학회 편저,《미국헌법과 한국헌법》,1989.
- 강승식,《미국 헌법학 강의》, 궁리, 2007. (ISBN 89-5820-086-3)
- 미국헌법의 탄생 조지형 저 | 서해문집 | 2012.11.30
- 영국 헌정 월터 배젓 저 | 이태숙 외 1명 역 | 지식을만드는지식 | 2012.09.18

### 형사소송법
- 미국 형사소송법 서철원 저 | 법원사 | 2005.02.12
- 미국형사소송법 RONALDO V.DEL.CARMEN 저 | 김성돈 역 | 길안사 | 1999.11.20
- 미국 형사소송법 개요 오경식 저 | 피데스 | 2009.09.05
- 미국 텍사스주 형사소송법 구본성 저 | 서울프레스사 | 1992.10.01
- 미국형사법 (2007) 사법연수원편집부 저 | 사법연수원 | 2008.08.25
- 미국의 형사절차 로어크 M.리드 저 | 정완 역 | 한국형사정책연구원 | 2000.02.25
- 미국의 사법방해죄에 관한 연구 편집부 저 | 한국형사정책연구원 | 1999.12.30

### 민사소송법
- 미국 연방민사절차 1 이우영 저 | 경인문화사 | 2007. ISBN 9788949905198
- 미국 민사소송법 서철원 저 | 법원사 | 2005. ISBN 899151202X
- 오세훈, 미국 민사재판의 허와 실, 박영사, 2000. ISBN 9788910507079
- 배성현, 미국 연방 법원과 비즈니스 파트너십, 파랑새미디어, 2014. ISBN 9791157210053
- 오시영, 미국법상의 대표당사자소송, 법률저널, 2015. ISBN 9788963362342
- 미국의 Class Action 1 (다양한 분야의 집단분쟁을 해결하기 위한 방법은 무엇인가, 총론) 박민영 저 | 한국학술정보 | 2012.06.20
- 미국의 Class Action 2 (다양한 분야의 집단분쟁을 해결하기 위한 방법은 무엇인가, 각론) 박민영 저 | 한국학술정보 | 2012.06.15

### 용어사전
- 이태희, 임홍근,《법률영어사전》,법문사, 2007. (ISBN 978-89-18-01051-9)

### 법조윤리
- 미국법률가협회 법조전문직 행동준칙 모범규정 (2009) 박승옥 저 | 법수레 | 2010.06.05
- 판례로 본 미국의 변호사 윤리 박준, 이상원 외 3명 저 | 소화 | 2012.09.21

### 행정법
- 미국행정법 개론 Peter L. Strauss 저 | 이익현 역 | 한국법제연구원 | 2010.12.31

### 상표법
- 미국상표법연구 나종갑 저 | 글누림 | 2006.09.30
- 미국상표법연구 (미국지적재산권법 시리즈 3) 나종갑 저 | 한남대학교출판부 | 2006

### 증거법
- 미국 증거법 (사례와 해설) 아서 베스트 저 | 이완규 외 2명 역 | 탐구사 | 2009.06.05 ISBN 9788989942207

### 환경법
- 한귀현 , 미국환경법의 이론과 실제, 동남기획, 2001.
- Jeffrey M. Gaba, 미국 환경법, 형설출판사, 2005.

### 증권법
- 미국증권관계법 석명철 저 | 박영사 | 2001.10.20
- 미국의 증권규제 김건식 저 | 홍문사 | 2001.07.20
- 미국증권법 강의 (2004) 윤승한 저 | 삼일인포마인 | 2004.04.29

### 형법
- 미국의 범죄와 형벌 Elliott Currie 저 | 이백철 역 | 학지사 | 2004.02.28
- 미국 형법 서철원 저 | 법원사 | 2005.02.12
- 미국 사이버범죄의 현실 법 실무 이상현 저 | 한국형사정책연구원 | 2010.12.07
- 미국 형사판례 90선 박승옥 저 | 법수레 | 2013.09.16
- 사이버블링(Cyberbullying)에 관한 미국의 법제 분석 최유진, 홍승희 저 | 한국법제연구원 | 2012.09.30

### 계약법
- 기초미국계약법 1 (계약의 성립) 윤남순 저 | 진원사 | 2012.02.29
- 미국 회사법과 계약법 배성현 저 | 파랑새미디어 | 2014.09.10
- 미국계약법 한종술 저 | 진원사 | 2009.03.16
- 미국과 우리나라의 정부계약원리와 기법 신정신, 이윤섭 저 | 서원출판사 | 2005.05.25
- 영국계약 구제법 박찬주 저 | 아롬미디어 | 2014.02.25
- 영국물품매매법 윤광운, 박정기 외 2명 저 | 탑북스 | 2011.03.15

### 세법
- 미국세법 (2014) 김영수 저 | 세학사 | 2014.01.09
- 미국세법 박훈 저 | 원 | 2012.01.09

### 불법행위법
- 미국 불법행위법 서철원 저 | 법원사 | 2005.02.12
- 영미법 사례로 본 하도급법상 징벌적 손해배상제도의 문제점 고찰 이의섭 저 | 한국건설산업연구원 | 2014.02.24
- 미국 불법행위법 (원칙 및 판례) 잔 칼슨 저 | 진원사 | 2013.01.31
- 국제불법행위법 김성수(교수) 저 | 한국에너지법연구소 | 2009.12.30

### 이민법
- 미국 이민법 (미국고시 3관왕의) 미리보기신 피터경섭(변호사) 저 | 새로운사람들 | 2008.04.25

### 특허법
- 미국특허법 2 이해영 저 | 한빛지적소유권센터 | 2013.06.20
- 미국특허법 이해영 저 | 한빛지적소유권센터 | 2012.04.25
- 미국특허침해 소송론 신 피터경섭(변호사) 저 | 시그마프레스 | 2012.11.20
- 미국특허법 최승재 저 | 법문사 | 2011.02.28
- 미국특허법 전준형 저 | 세창출판사 | 2011.02.10
- 미국특허법 이해영 저 | 한빛지적소유권센터 | 2010.02.16
- 미국특허 이야기 신 피터경섭(변호사) 저 | 한솜미디어 | 2003.02.15
- 미국 특허법의 이해 김관식 저 | 글누리 | 2010.03.02
- 미국 특허법 이은경 저 | 세창출판사 | 2004.07.20

### 상법
- 미국 비즈니스 법 서철원 저 | 법원사 | 1998.09.30
- 미국상법 윤덕주 저 | 진원사 | 2013.04.30
- 미국통일상법전 미국변호사협회 저 | 박정기 외 1명 역 | 법문사 | 2006.11.08
- 미국회사법 임재연 저 | 박영사 | 2006.09.15
- 영국회사법 이윤영 저 | 일조각 | 1996.01.01

### 통상법
- 미국통상법과 대외정책분석 MICHAEL K.YOUNG 저 | 왕상한 역 | 법문사 | 1997.
- 미국통상법 이은섭 저 | 법률행정연구원(육서당) | 1996.
- 미국의 통상정책과 통상법 (아산재단 연구총서 제165집) 윤충원 저 | 집문당 | 2004.
- 미국통상법의 허상과 실체 왕상한(대학교수) 저 | 법문사 | 2002.

### 재산법
- 미국 재산법 박홍래 저 | 전남대학교출판부 | 2004.09.20

### 신탁법
- 미국신탁법 (유언과 신탁에 대한 새로운 이해) ROBERT L. MENNELL, SHERRI L. BURR 저 | 임채웅 역 | 박영사 | 2011.01.20
- 현대미국신탁법 명순구 저 | 세창출판사 | 2005.02.25

### 식품법
- 미국의 식품법 및 규정해설 JAMES L.VETTER PH.D. 저 | 박길동 역 | 홍익기술출판 | 1997.07.10
- 미국 연방 규정집 - 미국 연방 식품,의약품,화장품법 (전4권) 한국약사제도연구회 저 | 이영태 역 | 데일리팜 | 2004.03.30

### 상속법
미국상속법 김상훈 저 | 세창출판사 | 2012.12.30

### 저작권법
- 미국 저작권 판례 장주영(변호사) 저 | 육법사 | 2012.03.31
- 영국 저작권법 (2005) 박덕영 저 | 저작권심의조정위원회 | 2005.12.26

### 독점규제법
- 미국 독점규제법 정영진 저 | 다산출판사 | 2003.06.10
- 천준범, 미국 반독점법 이야기 공정거래 전문 변호사가 쉽게 풀어 쓴, 법문사, 2015. ISBN 9788918084855

### 도산법
- 미국 기업 파산법 엘리자베스 워런 저 | 김현석 역 | 고시계사 | 2005.06.15
- 영국의 도산법 윤영신 저 | 한국법제연구원 | 1998.12.31

### 형사정책
- 미국의 교정현황에 관한 연구 홍남식 저 | 한국형사정책연구원 | 2003.02.24

### 해상법
- 최병수, 영국해상보험법, 보험연수원, 1998. ISBN 2013037000170

### 변호사제도 및 시험
- 김기태, 미국로스쿨 & 미국변호사 올가이드북, 지앤지, 2015. ISBN 9791185464022
- 김영기, 미국 국제변호사 되는 길, 한국언론자료간행회, 1998. ISBN 9788985108850
- 미국 로스쿨 로펌에 도전하라 손창호 저 | 럭스미디어 | 2007.01.29
- 미국 로스쿨 올 가이드 (도전과 성공비법) 손주니 저 | 법률저널 | 2009.09.15
- 미국 로스쿨 혼자서 가기 문봉섭 저 | 서원 | 2003.05.15
- 미국 로스쿨 유학안내 A.P. Seoul, Korea 저 | 백산출판사 | 2000.06.10
- 미국로스쿨가이드 김지수 저 | 대명출판사 | 1994.01.01

## 참고 자료
- 대륙법과 영미법의 비교 1 보관됨 2014-07-14 - 웨이백 머신
- 대륙법과 영미법의 비교 2 보관됨 2014-07-14 - 웨이백 머신
- 대륙법과 영미법의 비교 3 보관됨 2014-07-14 - 웨이백 머신